# Distretto di Pingsi
Il distretto di Pingsi, chiamato anche Pinghsi o Pingxi (cinese tradizionale: 平溪鄉; pinyin: Píngxī Xiāng; tongyong pinyin: Pingsi Siang; Wade-Giles: Ping-hsi-hsiang; POJ: Pêng-khoe), è un distretto di Taiwan e una cittadina rurale, situato nella regione orientale della municipalità di Nuova Taipei, a nord di Taiwan.
Pingsi è stata un sito importante per l'estrazione del carbone nel XX secolo, ed è conosciuta anche perché nel villaggio di Jingtong nasce il lungo fiume Keelung, che attraversa tutta la Contea di Taipei.

## Attrazioni turistiche
- Lanterne volanti (天燈)

Ogni anno, durante la festa delle lanterne, la gente di Pingxi scrive i propri desideri su delle lanterne volanti e le lancia in cielo, sperando che si avverino. Il 7 febbraio 2009, nella città sono state testimoniate lanterne con desideri scritti da turisti giapponesi e messicani, mentre il 9 febbraio è stata la volta della Cina continentale.
- Sentieri da trekking
- Cascate di Shifen

## Infrastrutture e trasporti
La stazione ferroviaria di Pingsi è capolinea della "Pingsi Line" della Taiwan Railway Administration.